# ولاستا ولیساولیویچ
ولاستا ولیساولیویچ (سیریلیک صربی: Властимир "Власта" Велисављевић؛ ۲۸ ژوئیهٔ ۱۹۲۶ – ۲۴ مارس ۲۰۲۱) بازیگر اهل صربستان بود. وی بین سال‌های ۱۹۳۸ تا ۲۰۲۱ میلادی فعالیت می‌کرد.